# کپینووو، استان دوبریچ
کپینووو (به بلغاری: Kapinovo) روستایی در بلغارستان است که در شهرستان جنرال توشوو واقع شده‌است.